# Vale de Madeiro
Vale de Madeiro é uma aldeia localizada na freguesia e no Município de Mirandela, em Portugal.
Vale de Madeiro é uma típica aldeia transmontana, com típicas casas de pedra, com as suas tradições e costumes. Pertence à Freguesia e ao Município de Mirandela. Situa-se na parte oriental do município, cujas casas se espalham pela encosta nascente e ali foram sendo renovadas. A aldeia tem uma altitude máxima de 355 m, situa-se na margem esquerda do Rio Tua, no local de passagem da Ribeira da Agricha.

## População/ Eleitores
Em 1939, Vale de Madeiro, possuía 4 eleitores.
·       Guilherme Macedo, 59 anos, nasceu em 1880.
·       Guilherme dos Reis Batista, 44 anos, nasceu em 1995.
·       João Batista Padre, 62 anos, nasceu em 1877.
·       Luís António Paulino, 48 anos, nasceu em 1895.

Em 1943, Vale de Madeiro, possuía os mesmos 4 eleitores.
Em 1958, Vale de Madeiro, possuía 11 eleitores, sendo o mais velho Guilherme Batista com 90 anos, nasceu em 1868.
Em 1966, Vale de Madeiro, possuía 14 eleitores.
Golfeiras manteve de 1932 a 1972 o seu peso relativo de eleitores em relação ao total.
Vale de Madeiro teve entre 1954 e 1972 uma grande expressão no número de eleitores, atualmente tem uma expressão reduzida, devido ao fenómeno de desertificação que tem assolado os meios rurais.
Nos censos 2011, Vale de Madeiro possuía 121 habitantes.

## Igreja de Santo Estêvão

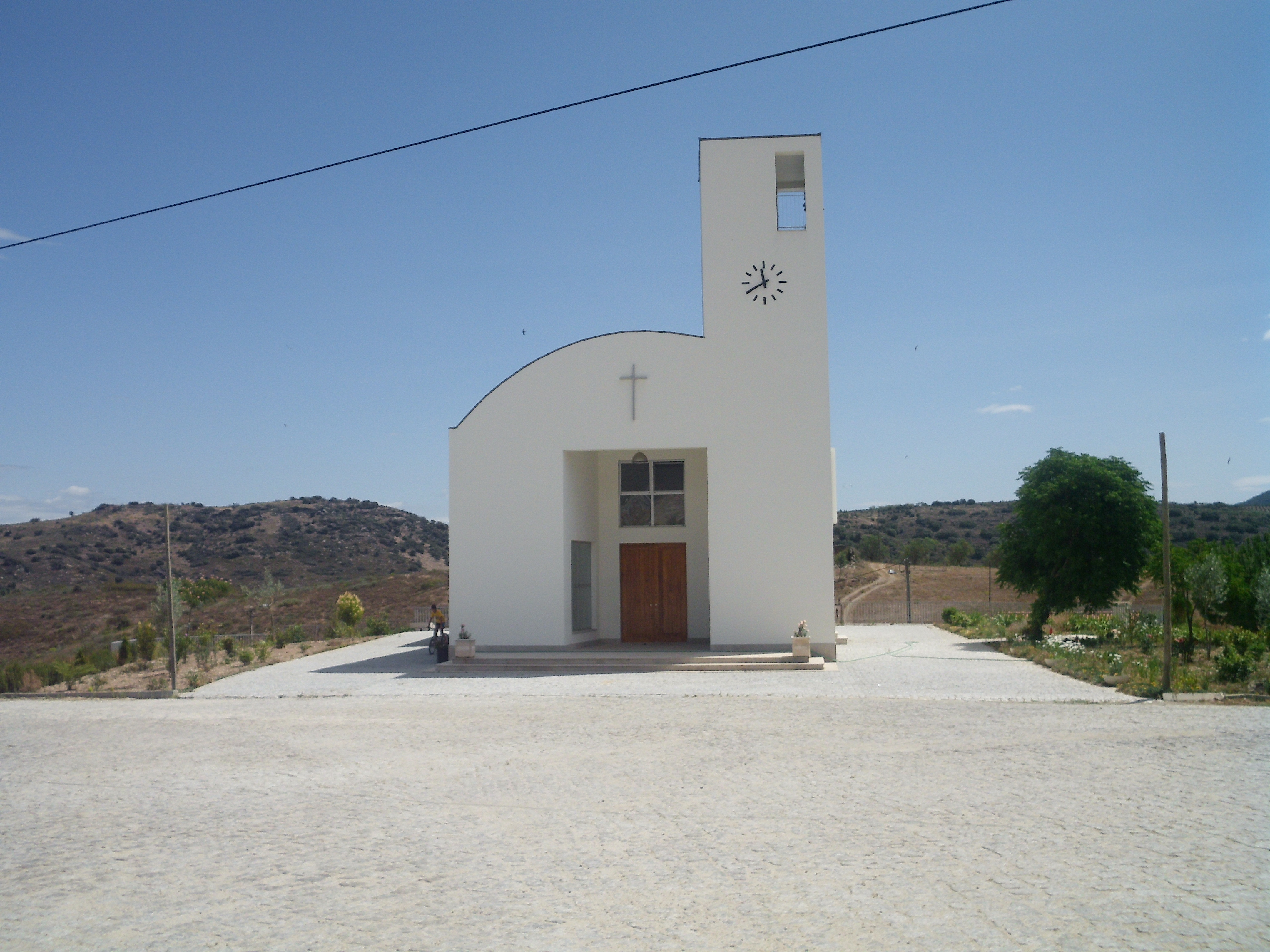
Igreja Vale de Madeiro

A igreja de Vale de Madeiro tem como orago Santo  Estêvão . A sua inauguração foi dia 26 de dezembro de 2008, dia do seu orago. Marcaram presença o Senhor Vigário geral o Presidente da Câmara e da Junta de Freguesia de Mirandela e o Bispo da diocese de Bragança-Miranda.
A Igreja é de construção moderna e para o financiamento desta obra contribuíram a Câmara de Mirandela e a Junta de Freguesia de Mirandela e a própria população.
A fachada é constituída por uma cruz na parte central, um relógio na torre sineira constituída por 6 sinos.

## Capela Vale de Madeiro

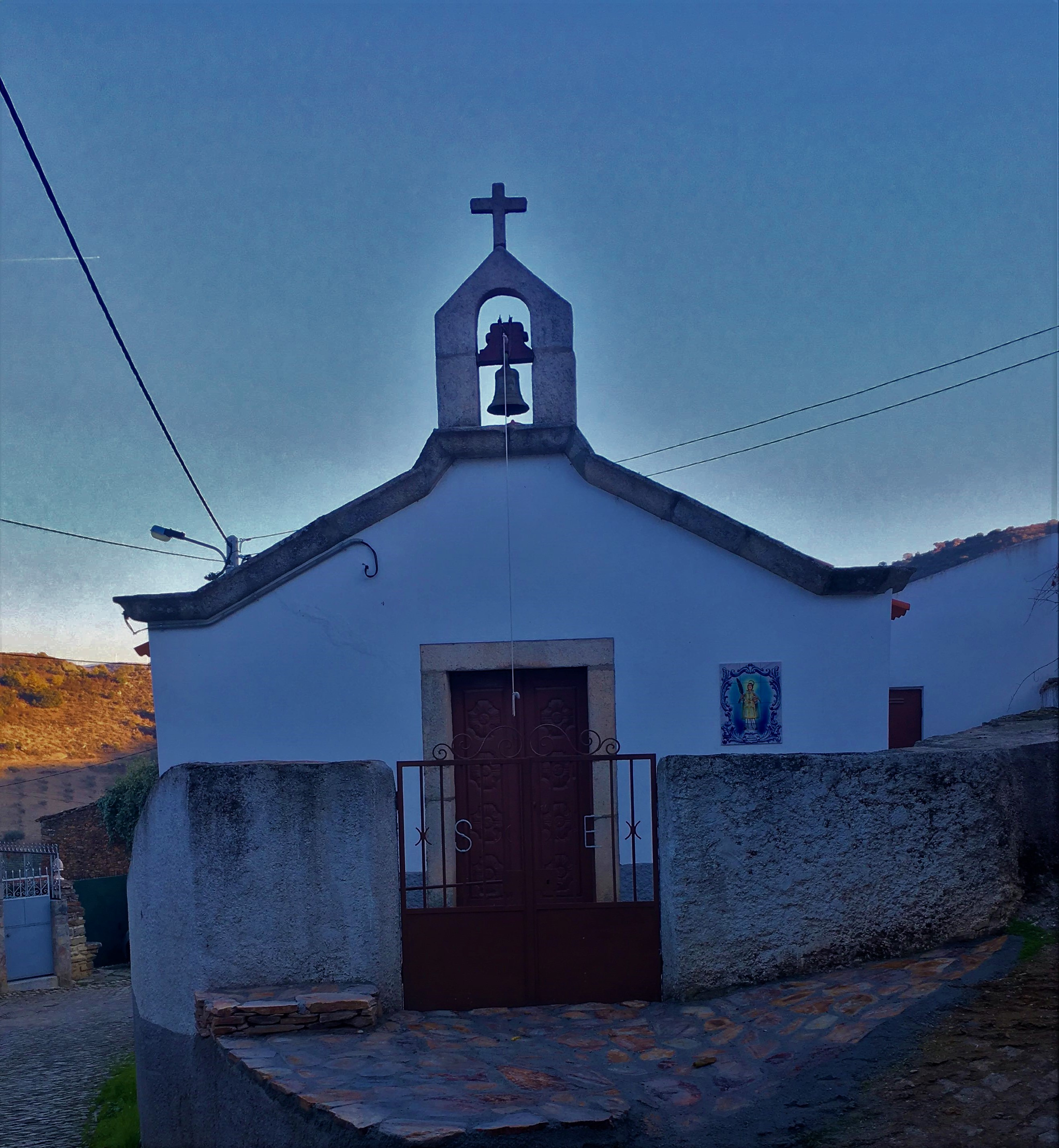
Capela Vale de Madeiro

A data de fundação da Capela é indeterminada, embora que nos censos de 1706 do Sr. Padre Ernesto de Sales, já havia menção à pequena ermida, tendo assim pelo menos 314 anos, mas possivelmente tem mais. Nas diversas fontes em que a Capela vem mencionada o seu Orago é Nossa Senhora da Expectação, embora seja uma das imagens que faz parte do espólio da Capela o seu orago é Santo Estêvão.
Capela é constituída por uma nave de pequenas dimensões, com uma pequena sacristia ao ado direito, no seu exterior a fachada temos um sino ladeado por uma espécie de arco em cantaria encimada por uma cruz em granito e um azulejo pintado à mão com o Santo Padroeiro da aldeia. 
No seu Interior temos um pequeno altar em madeira (não é o altar original algumas partes foram removidas). É constituído por duas colunas policromadas em tons de verde, com vários elementos, Acanto/palmeta (símbolo da terra virgem, é uma erva Mediterrânea, mostra que as provocações da vida e da morte foram vencidas), Pâmpanos (cachos de uva, ramos tenros ou rebentos da parra), Fénix (ave da mitologia que renasce das cinzas) e Putti (pinturas ou esculturas de um menino nu geralmente gordinho, simboliza o amor e a pureza). A parte superior é constituída por um pequeno arco em madeira policromada, com entalhes de Acanto/palmeta (símbolo da terra virgem, é uma erva Mediterrânea, mostra que ás provocações da vida e da morte foram vencidas), constituída pela face de vários anjos e entalhado o símbolo IHS que é o nome abreviado de Jesus em Grego. 
As imagens do interior da Capela são de Santo Estêvão, Nossa Senhora de Fátima, São João, Nossa Senhora dos Remédios, Nossa Senhora da Saúde e Santa Bárbara.    

## Pombal

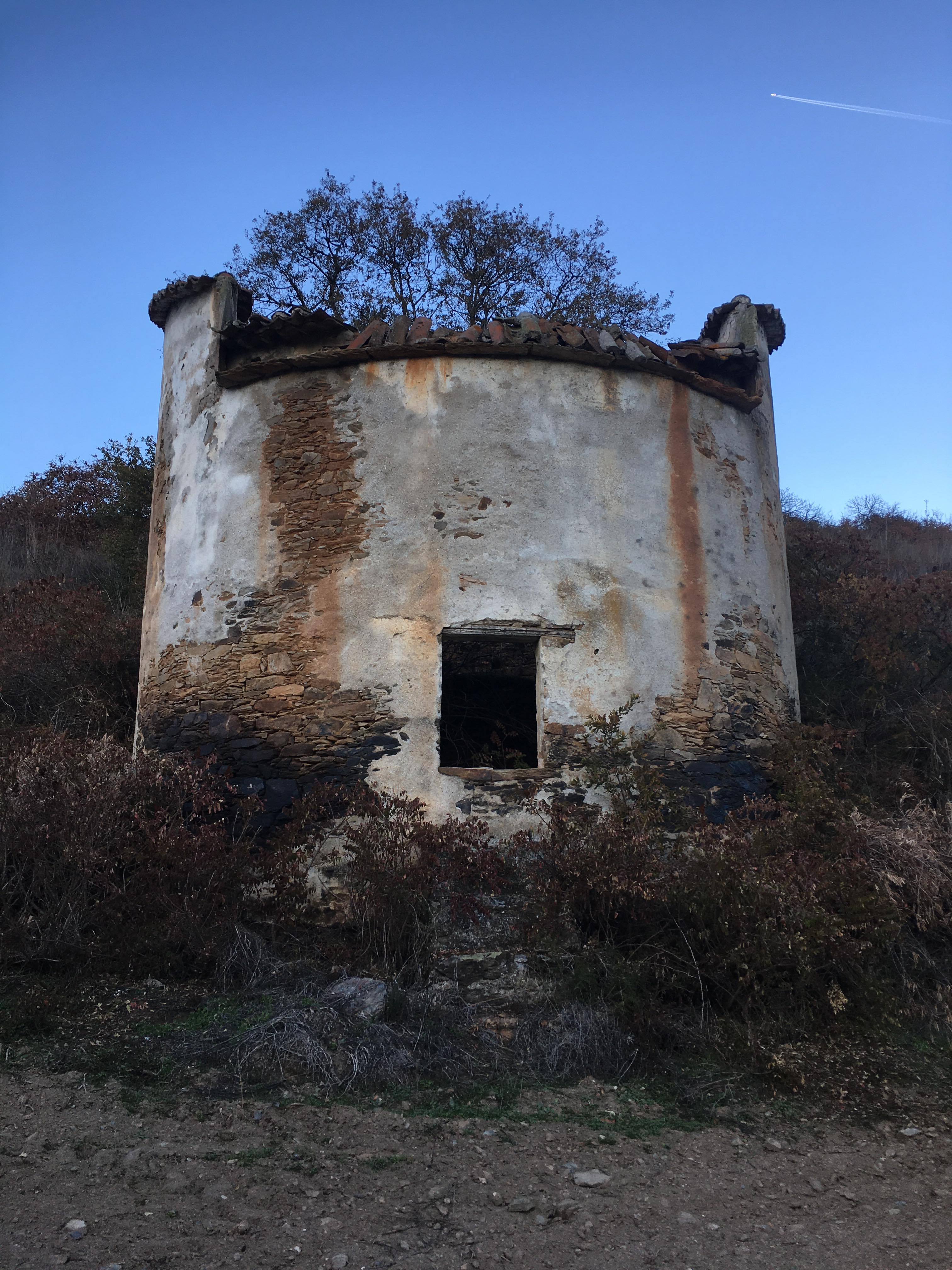
Pombal Vale de Madeiro

Começaram a ser construídos no início do século XIX , tinham como principal funcionalidade a produção de estrume de pombo e a produção de carne. Devido ao êxodo rural da segunda metade do século XX e à caça desregular, verificou-se um abandono progressivo destas edificações encontrando-se atualmente muitos deles em ruínas.
Em Trás-os-Montes é frequente encontrarmos dispersos pela paisagem diversos pombais como o retratado na foto abaixo, na aldeia de Vale de Madeiro. No Nordeste Transmontano existem mais de 3500 destas estruturas.

## Nicho Nossa Senhora dos Bons Caminhos

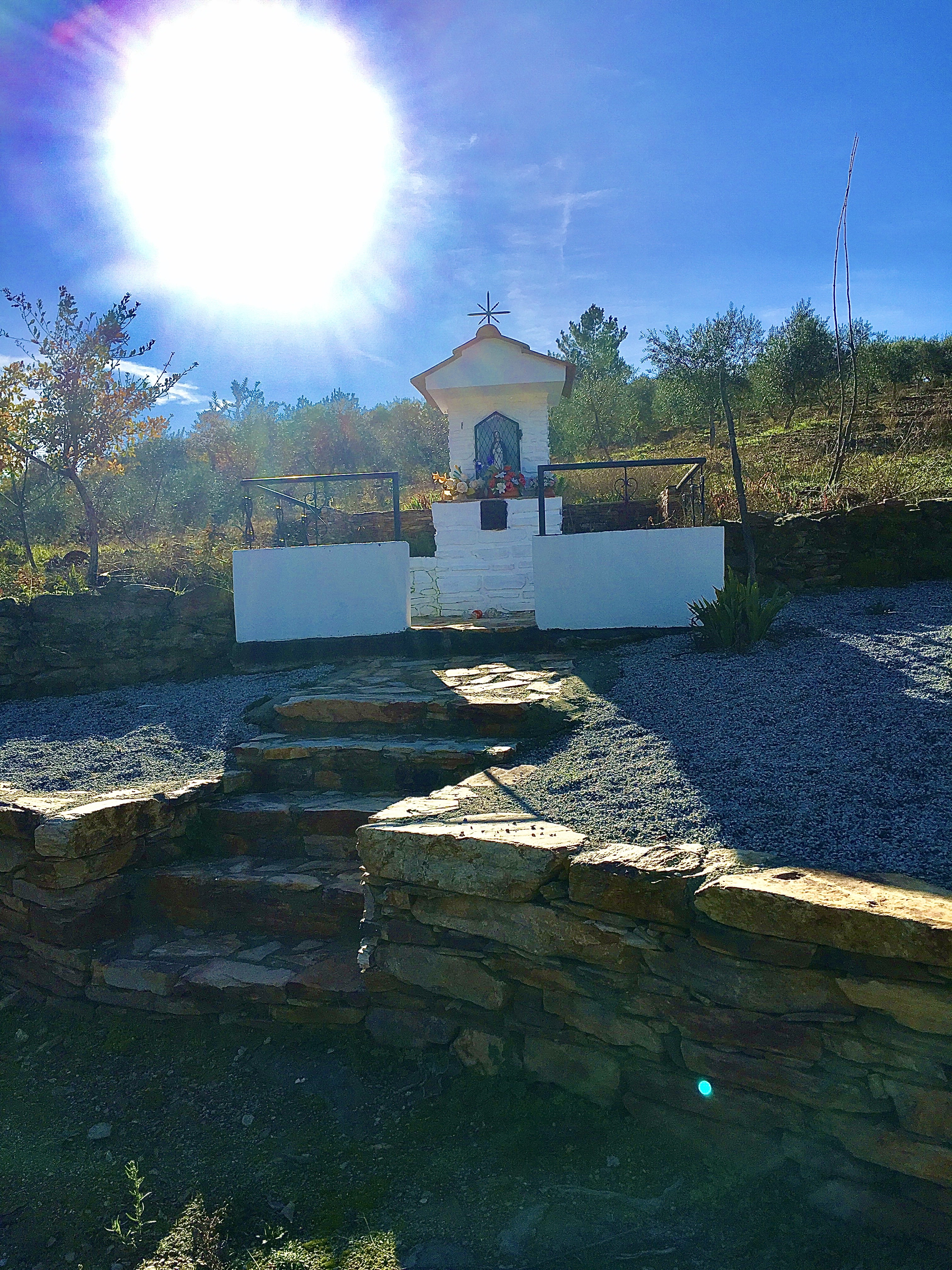
Nicho Nossa Senhora dos Bons Caminhos

O Nicho da Nossa Senhora dos bons caminhos que se situa na estrada de acesso à aldeia de Vale de Madeiro, a data da sua fundação é incerta, mas segundo alguns testemunhos, pensa-se que por volta de 1964.
Foi mandado construir pelos caseiros da Quinta do Mourel e da Fonte, duas grandes quintas na altura. Para a inauguração realizou-se uma missa e cozeram-se várias fornadas de pão e bôlas que foram distribuídas pela população da aldeia.
Há pouco tempo, tanto a Imagem como a envolvência do Nicho foram alvo de obras requalificação.

## Fontes/ Fontanários

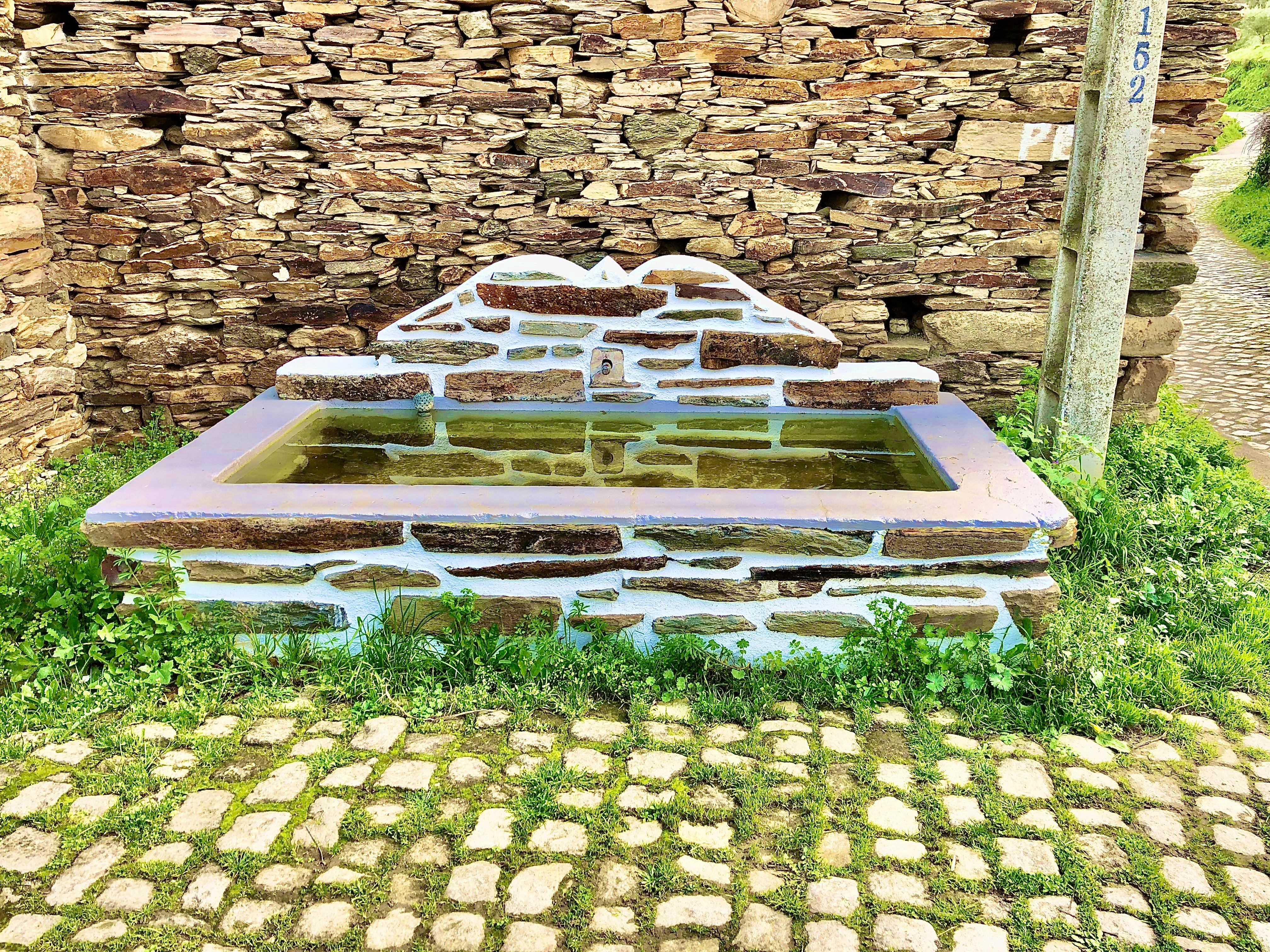
Fonte, Vale de Madeiro

## Fonte de Cima

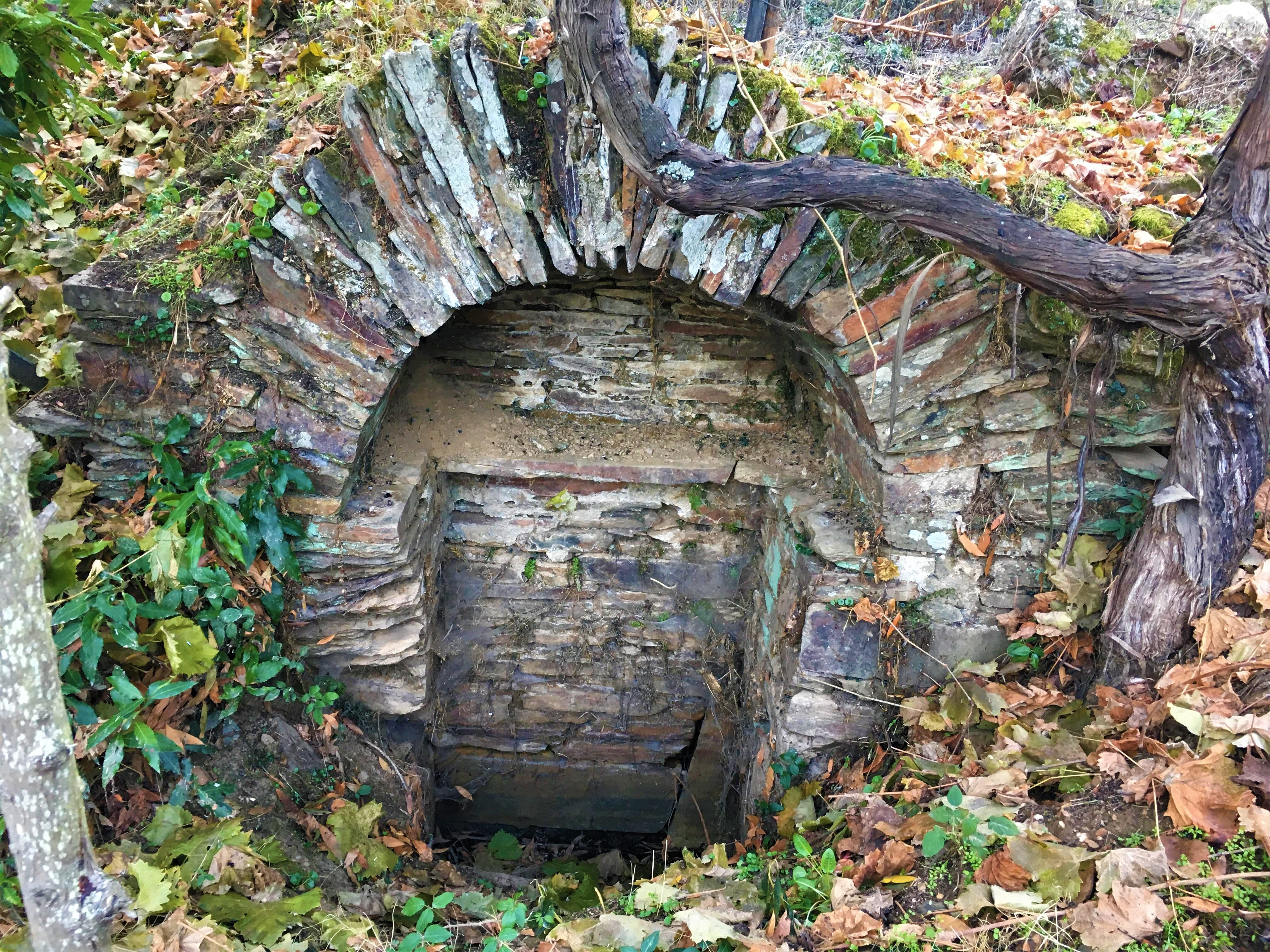
Fonte, Vale de Madeiro